# Dmitri Vach
Dmitri Vach (en biélorusse : Дмитрий Ваш) est un joueur biélorusse de volley-ball né le 23 avril 1988. Il mesure 1,94 m et joue passeur. Il est international biélorusse.

## Clubs
| Club                   | De        | À         |
| ---------------------- | --------- | --------- |
| Metallourg Jlobine     |           | 2012-2013 |
| VK Chakhtior Salihorsk | 2013-2014 | ...       |

## Palmarès
- Championnat de Biélorussie
  - Finaliste : 2010